# Боряк Геннадій Володимирович
Геннадій Володимирович Боряк (нар. 15 грудня 1956, м. Київ) – український історик-архівіст — дослідник у галузі камеральної археографії. Доктор історичних наук (1996), професор (2002), член-кореспондент НАН України (2012). Заступник директора Інституту історії України НАН України з наукової роботи (з 2009). Член правління Національної спілки краєзнавців України. Заслужений діяч науки і техніки України (2006), лауреат Державної премії України в галузі науки і техніки (2016).

## Освіта
- 1978 — закінчив історичний факультет Київського державного університету ім. Т. Г. Шевченка, спеціальність історик-архівіст, викладач історії та суспільствознавства з правом викладання англійською мовою
- 1978–1982 — навчався в заочній аспірантурі Інституту історії України АН УРСР;
- 1988 — захистив кандидатську дисертацію «Адміністративно-територіальний устрій українських земель у кінці XV — першій половині XVI століття: Аналіз джерел» (науковий керівник — член–кореспондент АН УРСР Ф. П. Шевченко).
- 1996 — захистив докторську дисертацію «Камеральна археографія і археографічна україніка: теорія і методика актуалізації архівної документальної спадщини».

## Трудова діяльність
- 1978-1984 — молодший науковий співробітник у ЦДІА УРСР (м. Київ). У цей час розпочав наукові студії метричних книг, досліджував питання історичної географії. 1984 року очолив відділ давніх актів ЦДІА УРСР (м. Київ).
- липень 1988 — листопад 1990 — науковий співробітник відділу історії феодалізму Інституту історії АН УРСР. Був одним із ініціаторів і промоторів відродження діяльності Археографічної комісії АН УРСР.
- Перебував на науковому стажуванні в Українському науковому інституті Гарвардського університету (грудень 1989 — січень 1990, листопад — грудень 1993 років), у Бременському університеті (листопад 1993 р.). У липні 1990 р. брав участь у IV Всесвітньому конгресі славістичних студій у Великій Британії.
- листопад 1990 — квітень 1991 — старший науковий співробітник групи Археографічної комісії АН УРСР Інституту історії АН УРСР. був одним із розробників концепції створення на базі комісії наукового інституту відповідного профілю. Активно впроваджував цю ідею в життя.
- Після створення Інституту української археографії та джерелознавства НАН України (1991) працював на посаді заступника директора з наукової роботи інституту. Доклав багато зусиль до розвитку видавничої діяльності інституту, встановлення й закріплення міжнародних контактів, поглиблення співпраці з архівними та бібліотечними установами. Обіймаючи відповідальну посаду, плідно працював як науковець.
- З квітня 2000  — заступник Голови Державного комітету архівів України.
- У 2002-2006  — Голова Державного комітету архівів України.
- З травня 2008 — завідувач відділу спеціальних галузей історичної науки та електронних інформаційних ресурсів Інституту історії України НАН України;
- з лютого 2009 — заступник директора Інституту історії України НАН України з наукової роботи.

## Наукові досягнення
Геннадій Боряк — відомий дослідник у галузі камеральної археографії. Вагомим внеском в історичну науку стала його монографія «'Національна архівна спадщина України та державний реєстр „Археографічна україніка“: архівні документальні ресурси та науково-інформаційні системи» (К., 1995).
Важливе значення має наголошення в праці тісного зв'язку камеральної археографії з архівознавством. Визначальним у працях Г. Б. є системно-функціональний підхід, реалізований у розгляді структури і методики створення археографічних описів різного рівня.
Геннадій Боряк є розробником національної архівної інформаційної системи. До кола його наукових зацікавлень належать проблеми реституції мистецьких, книжкових та архівних скарбів, архівної україніки. З січня 1998 очолює науково-аналітичну групу при Українському національному фонді «Взаєморозуміння і примирення». У складі урядової делегації України брав участь у Міжнародній конференції з проблем нацистських активів періоду Голокосту (1998, Вашингтон). Він — співавтор і науковий редактор низки електронних бібліографічних довідників.
Багато особистих зусиль доклав до інформатизації архівної справи в Україні, створення галузевого Центру новітніх технологій, репрезентації архівної інформації в світовій мережі Інтернет. З його ініціативи запроваджено інформаційно галузеве видання «Вісник Державного комітету архівів України», поглиблено інтеграцію України в світове архівне співтовариство. Геннадій Боряк керує галузевою програмою «Архівні зібрання України» (з 2000 р.), в межах якої розпочато видання оновлених архівних довідників, путівників по архівах.

## Громадська діяльність
Є членом і бере участь у науково-організаційній роботі:
- Міжурядової українсько-польської комісії з проблем повернення втрачених і переміщених культурних цінностей (з 2001),
- українсько-німецької комісії з реституції культурних цінностей,
- Міжнародної історичної комісії Фонду ФРН «Пам'ять. Відповідальність. Майбутнє» (з 2000),
- Українського біографічного товариства (з 1998),
- Українського історичного товариства (з 1995),
- Спілки архівістів України (з 1991).

Г. Боряк:
- заступник головного редактора «Українського археографічного щорічника» (з 1991),
- науково-практичного журналу «Архіви України» (з 1993, з 2002 — головний редактор),
- міжвідомчого наукового збірника «Архівознавство. Археографія. Джерелознавство» (з 1999), член редколегій:
- часописів «Пам'ятки України» (1993—1995), «Бібліотечний вісник» (з 1996), «Сіверянський літопис»,
- наукового щорічника «Студії з архівної справи та документознавства» (з 1996);
- серій видань «Рукописна та книжкова спадщина України» (з 1993), «Історія архівної справи: спогади, дослідження, джерела» (з 1997).

## Навчально-педагогічна робота
Тривалий час очолював Державну екзаменаційну комісію в Національному університеті України «Києво-Могилянська академія».
Працює в складі спеціалізованих вчених рад НБУВ та ІУАД, експертної комісії ВАК України. Керує підготовкою кандидатських і докторських дисертацій.

## Нагороди та відзнаки
- Відзнака Президента України — Хрест Івана Мазепи (23 лютого 2010) — за вагомий особистий внесок у відродження історичної спадщини українського народу, багаторічну плідну професійну діяльність[1]
- Заслужений діяч науки і техніки України (28 листопада 2006) — за вагомий особистий внесок у соціально-економічний і культурний розвиток України, вагомі досягнення у професійній діяльності, багаторічну сумлінну працю та з нагоди річниці підтвердження всеукраїнським референдумом 1 грудня 1991 року Акта проголошення незалежності України[2]
- Державна премія України в галузі науки і техніки 2016 року — за «Енциклопедію історії України» (у 10 томах) (у складі колективу)[3]
- Лауреат премії імені Василя Веретенникова (2000).
- Почесний краєзнавець України (2016).

## Основні праці
- Боряк Геннадій. Архівні документи на аукціонах світу як нова загроза національній архівній спадщині. Матеріали повідомлення на 7-й Європейській конференції архівів. Варшава, 18-20 травня 2006 р. / Державний комітет архівів України. — Київ, 2006. — 60 с.
- H. Borjak. Thefts in Archives: New danger, New Challenge. How to Prevent Losses. Position paper Presented at the VII European Conference on Archives «Archivist: Profession of Future in Europe», Warsaw, May 18-20, 2006 / State Committee on Archives of Ukraine. — Kyiv, 2006. — 28 pp.
- Боряк Геннадій. Проблеми подальшого реформування документноінформаційної сфери // Архіви України. — 2005. — № 1-3. — С. 9-31.
- Боряк Геннадій. Архіви України: В серці суспільства чи на маргінезі суспільних потреб? // Архіви України. — 2004. — № 1-2. — С. 5-28.
- Боряк Геннадій. Голосуючи «за» чи «проти» доступу до архівів спецслужб (за підсумками останнього десятиліття в Україні) // Архіви України — Випуск 254 (3 (254)): травень—червень, 2004.
- Боряк Геннадій, Новохатський Костянтин (Україна). Модерне архівне законодавство України // Архіви України. — Випуск 254 (3 (254)): травень—червень, 2004.
- Боряк Геннадій. Архіви України: В серці суспільства чи на маргінезі суспільних потреб? // Архіви України. — Випуск 253 (1-2 (253)): січень—квітень, 2004.
- H. Borjak. Voting For or Against Access to Archives of Special Services Responsible for the Violating of Human Rights: Reviewing the Last Decade in Ukraine // Comma. Internationla Journal on Archives. — 2004. — № 2: Proceedings of the XXXVIIth International Conference of the Round Table on Archives (CITRA). Cape Town, South Africa, 21-25 October 2003. — P. 93-97.
- Боряк Геннадій, Новохатський Костянтин. Модерне архівне законодавство України: від тоталітарної спадщини до демократичних стандартів // Архіви України. — Випуск 252 (4-6 (252)): липень—грудень. — 2003.
- Боряк Геннадій, Матяш Ірина Особистість ученого в бібліотечно-інформаційній сфері сучасного суспільства // Студії з архівної справи та документознавства. — К., 2003. Т. 9.
- Боряк Г. В., Папакін Г. В. Архіви України і виклики сучасного суспільства: Штрихи до колективного портрета користувача архівної інформації // Архіви України — Випуск 251 (1-3 (251)): січень—червень. — 2002.
- Боряк Г. В. Електронні архівні публікації в Інтернеті: проблеми репрезентації інформаційних ресурсів // Архіви України. — Випуск 250 (4-6 (250)): липень—грудень, 2002.
- Боряк Г. В. Виклик часу: Нові стратегічні ініціативи міжнародного архівного співтовариства // Архіви України. — Випуск 248 (6 (248)): листопад—грудень, 2001.
- Боряк Г. В. Чи не час збирати каміння? (Думки з приводу виходу в світ книги «Трофеї війни та імперії…») // Архіви України. — Випуск 247 (4-5 (247)): липень—жовтень, 2001.
- H. Borjak. The Publication of Sources on the History of the 1932—1933 Famine-Genocide: History, Current State, and Procpects // Harvard Ukrainian Studies XXV (3/4) 2001: pp. 167-86.
- Чергові і стратегічні завдання державних архівних установ.
- Електронні архівні публікації в інтернеті: проблеми репрезентації інформаційних ресурсів.
- Десять років інформатизація архівної справи в Україні: Проблеми. Здобутки. Перспективи.
- Каталог документів з історії Києва XV—XIX ст. — К., 1982. — 199 с. (спільно з Н. М. Яковенко).
- Методические рекомендации по использованию документов Литовской метрики XVI в. в курсе источниковедения отечественной истории. — Д., 1987. — 52 с.
- Доля українських культурних цінностей під час другої світової війни: винищення архівів, бібліотек, музеїв. Вид. 1. — К., 1991. — 107 с; Вид. ІІ. — Л., 1992. — 120 с. (у співавт. з Патрицією Кеннеді Грімстед).
- Селянський рух на Україні: 1569—1647: 36. док. і матеріалів. — К., 1993. — 534 с (співупоряд.); Національна архівна спадщина України та державний реєстр «Археографічна україніка»: Архівні документальні ресурси та науково-інформаційні системи. — К., 1995. — 348 с.
- Національна архівна інформаційна система «Архівна Та рукописна україніка» і комп'ютеризація архівної справи в Україні: 36. наук, праць. Вип. І: Інформатизація архівної справи в Україні: Сучасний стан та перспективи. — К., 1995. — 308 с.
- Сукупна архівна спадщина України: до проблем змісту понять Державного та Національного архівного фонду // АУ. — 1995. —№ 4-6. — С. 42-61.
- Теоретико-методичні розробки в галузі наукового описування 20-х — початку 30-х років // Українське архівознавство: історія, сучасний стан та перспективи: Наук. доп. Всеукр. конф. (19-20 листоп. 1996 p.). — К., 1997. — Ч. І. — С. 83-94.
- Accumulation of «Nazi Gold» on the Occupied Territory of Ukraine during World War ІІ / Сотр. by H. Boriak, N. Makovs'ka. M. Dubyk. — Washington, 1998. — 27 p. — (Washington Conference on Holocaust-Era Assets. Nov. 30- Dec. 3, 1998).
- Розвиток камерально-археографічних традицій в Україні у XIX-ХХ ст. (З історії складання описів до книг судово-адміністративних установ XV-XV1I1 ст.) // Спеціальні галузі іст. науки: Зб. на пошану Марка Акимовича Варшавчика. — К., 1998. — С. 67-81
- «Нацистське золото» з України: У пошуках архівних свідчень.- Вип. 1. — К., 1998. — 136 с. (у співавт.); Вип. 2. — К., 2000. — 388 с. (у співавт.)
- Зарубіжні архіви та зарубіжна архівна україніка // Архівознавство: Навч. посібник. — К., 1998. — 356 с.
- Каталог стародрукованих книг, що зберігаються у Центральному державному історичному архіві України у м. Києві: 1494—1764. — К., 1999. — 268 с.
- Архівні установи України: Довідник. — К., 2000. — 260 с. (співупоряд.): Виклик часу і нові стратегічні ініціативи міжнародного архівного співтовариства // Вісник Держкомархіву України. — 2001. — № 4 (8). — С. 62—67.
- Руслан Пиріг: Біобібліографічний покажчик: До 60-річчя від дня народження. — К., 2000. — 44 с. (співукладач).
- Проблеми укладання Археографічного реєстру національної архівної спадщини України // Спеціальні історичні дисципліни: Питання історії та методики. Ч. 5: Історіогр. дослідження в Україні. Вип. 10: 36. наук, праць на пошану академіка НАН України В. С Смолія: У 2-х ч. — Ч. 1. — К., 2000. — С. 284—312.
- Проблеми класифікації місць примусового ув'язнення: Засідання Міжнародної історичної комісії при Фонді ФРН «Пам'ять, відповідальність, майбутнє» // Вісник Держкомархіву України. — К., 2001. — № 1 (5). — С. 75-77.
- Проблеми переміщених архівів і спільної культурної спадщини України та Польщі: Ініціативи українсько-польської групи експертів з питань архівної спадщини // Вісник Держкомархіву України. — К., 2001. — № 1 (5). — С. 79-82.
- Населення України за часів нацистської окупації (1941—1944): Роздуми про актуалізацію джерельної бази українських архівів // Архівознавство. Археографія. Джерелознавство: Міжвід. зб. наук, праць. Вип. 4: Студії на іюшан) Руслана Пирога. — К., 2001. — С. 299—318. (у співавт.)
- Архіви політичних партій у посткомуністичну епоху: сучасний стан, проблеми інтеграції у систему державної архівної служби, перспективи наукового використання [Літні курси при Центральноєвропейському університеті. Будапешт! // Вісник Держкомархіву України. — К., 2001. — № 2-3 (6-7). — С. 189—182.
- Информатизация архивного дела в Украине: Опыт, проблемы и перспективы // Архивы в новом веке: Стратегические вопросы автоматизации архивов: Междун. конф. стран Центральной и Восточной Европы «Colloquia Jerzy Skowronek dedicata». — Варшава. 200І. — С. 76-82.
- Архіви: Держкомархів України, особова справа.